# 伊济耶
伊济耶（法語：Izier，法語發音：[izje]）是法国科多尔省的一个市镇，位于该省东部，属于第戎区。

## 地理
伊济耶（47°16'54"N, 5°11'28"E）面积7.48 平方千米，位于法国勃艮第-弗朗什-孔泰大區科多尔省，该省份为法国中东部省份，北起奥布省，西接涅夫勒省和约讷省，南至索恩-卢瓦尔省，东南接汝拉省，东临上索恩省，东北部与上马恩省接壤。
与伊济耶接壤的市镇（或旧市镇、城区）包括：蒂耶河畔布雷塞、让利斯、蒂耶河畔塞塞、蒂耶河畔马尼。

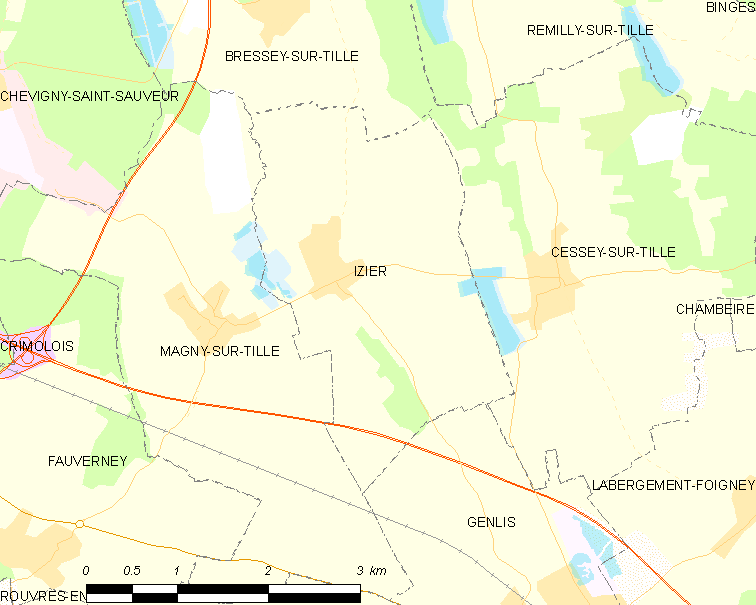
伊济耶的OSM定位图

伊济耶的时区为UTC+01:00、UTC+02:00（夏令时）。

## 行政
伊济耶的邮政编码为21110，INSEE市镇编码为21320。

## 政治
伊济耶所属的省级选区为让利斯县。

## 人口

1962-2008年间伊济耶人口变化图示

伊济耶于2022年1月1日时的人口数量为788人。